# Nupserha taliana
Nupserha taliana är en skalbaggsart som först beskrevs av Maurice Pic 1916.  Nupserha taliana ingår i släktet Nupserha och familjen långhorningar.
Artens utbredningsområde är:
- Tibet.
- Laos.

Inga underarter finns listade i Catalogue of Life.